# Krzysztof Baran (prawnik)
Krzysztof Wojciech Baran – polski prawnik, profesor nauk prawnych, nauczyciel akademicki Wydziału Prawa i Administracji Uniwersytetu Jagiellońskiego, specjalista w zakresie prawa pracy.

## Życiorys
Uzyskał stopień naukowy doktora. W 1997 na Wydziale Prawa i Administracji Uniwersytetu Jagiellońskiego na podstawie dorobku naukowego i rozprawy pt. Sądowy wymiar sprawiedliwości w sprawach z zakresu prawa pracy otrzymał stopień doktora habilitowanego nauk prawnych w zakresie prawa. W 2003 prezydent Aleksander Kwaśniewski nadał mu tytuł profesora nauk prawnych.
Został profesorem zwyczajnym w Katedrze Prawa Pracy i Polityki Społecznej UJ i kierownikiem tej katedry. Był profesorem w Wyższej Szkoły Handlowej im. Bolesława Markowskiego w Kielcach i Wyższej Szkoły Humanitas w Sosnowcu.
W 2019 został członkiem Rady Doskonałości Naukowej I kadencji.
Partner (tzw. name partner) w kancelarii prawnej Baran, Książek, Bigaj.
Autor lub współautor ponad dwustu publikacji naukowych. Redaktor naczelny czasopisma Studia z Zakresu Prawa Pracy i Polityki Społecznej.